# Mulay al-Mustadi
Sultan Mulay Muhammad al-Mustadi ibn Ismail al-Samin, Mulay al-Mustadi (en àrab: المستضحي), fou tres vegades sultà del Marroc, de la dinastia alauita, fill de Mulay Ismail.
Quan els Abid al-Bukhari (exèrcit de negres creat pel seu pare Mawlay Ismail) van deposar el seu germà Muhammad ben al-Arabiyya el 18 de juny de 1738, fou posat al tron per primer cop després d'unes hores i va entrar a Fes el 24 de juliol de 1738.
L'exèrcit el va deposar el febrer de 1740 i un germà, Abd Allah ben Ismail, fou cridat al poder per tercer cop, però deposat el 13 de juny de 1741 i substituït per un altre germà conegut com a Mulay Zayn al-Abidin ibn Ismail, que va durar poc temps, sent apartat el 3 de febrer del 1742 i al-Mustadi posat al tron per segona vegada, només per ser deposat al cap d'uns mesos, el maig del 1743.
Va intentar resistir però fou derrotat i va haver de fugir i Abd Allah ben Ismail va pujar per cinquena vegada al tron en el qual va restar fins al juliol del 1747, quan fou deposat (també per cinquena vegada) i al-Mustadi retornat al poder. L'octubre de 1748 fou deposat i substituït pel seu nebot Mulay Muhammad III, retirant-se a Rissani prop de Tafilalt, on va morir el 1759.